# (20460) Robwhiteley
(20460) Robwhiteley est un astéroïde Amor découvert le 1er juin 1999 par le programme Catalina Sky Survey.

## Historique
L'astéroïde est nommé d'après Robert J. Whiteley (né en 1971), membre des projets Aten Survey et Catalina Sky Survey de l'Université d'Hawaï.

## Caractéristiques
Sa distance minimale d'intersection de l'orbite terrestre est de 0,329 347 ua.